# Frank Stubbs
Frank Raymond „Junie” Stubbs, Jr. (Wellfleet, Massachusetts, 1909. július 12. – Melrose, Massachusetts, 1993. április 20.) olimpiai bronzérmes és világbajnoki ezüstérmes amerikai jégkorongozó, második világháborús hős.
A Harvard Egyetemre járt és ott jégkorongozott. Nem szerezte meg a diplomáját. Az egyetem után folytatta a játékos amatőr szinten.
Részt vett az 1934-es jégkorong-világbajnokságon, ahol a döntőben kikaptak a kanadaiaktól és így ezüstérmesek lettek.
Az 1936. évi téli olimpiai játékokon, a jégkorongtornán, Garmisch-Partenkirchenban játszott az amerikai válogatottban. Az első fordulóban csak a második helyen jutottak tovább a csoportból, mert az olasz csapat legyőzte őket hosszabbításban. A németeket 1–0-ra, a svájciakat 3–0-ra verték. A középdöntőből már sokkal simábban jutottak tovább. Három győzelem és csak a svédek tudtak ütni nekik 1 gólt. A négyes döntőben viszont kikaptak Kanadától 1–0-ra és 0–0-t játszottak a britekkel, valamint megverték a csehszlovákokat 2–0-ra és így csak bronzérmesek lettek. 8 mérkőzésen játszott és nem ütött gólt, de adott 1 gólpasszt.
Harcolt a második világháborúban. Több nagy csatában is részt vett, mint pl. normandiai partraszállás. Többszörös kitüntetett Bíbor Szívvel, valamint az amerikai hadsereg egyéb kitüntetéseivel.
A háború után a biztosítási, üzleti életben dolgozott.